# Lîpkî, Hoșcea
Lîpkî (în ucraineană Липки) este localitatea de reședință a comunei Lîpkî din raionul Hoșcea, regiunea Rivne, Ucraina.

## Demografie
Componența lingvistică a localității Lîpkî
     Ucraineană (99,6%)
     Alte limbi (0,4%)
Conform recensământului din 2001, majoritatea populației localității Lîpkî era vorbitoare de ucraineană (99,6%), existând în minoritate și vorbitori de alte limbi.